# Chadli El Mekki
Chadli El Mekki auch Chadli Mekki oder Chadly El Mekky (arabisch الشاذلي المكي, DMG aš-Šāḏilī al-Makkī; * 15. Mai 1913 in Sidi Nadji, Provinz Tebessa; † 2. September 1988) war ein algerischer Politiker (PPA), Diplomat und Aktivist.

## Leben
Chadli El Mekki wurde am 20. Mai 1913 (nach anderen Angaben: 1920) in Sidi Nadji in der algerischen Provinz Tebessa geboren. Bereits als zweijähriges Kind wurde er Vollwaise und von seinem Bruder Si M'hamed aufgezogen, welcher mit ihm nach Tebessa zog. Dort wurde El Mekki in der lokalen Zaouia von Larbi Tébessi und Saad Seddik in der islamischen Theologie unterrichtet. In seiner Jugend arbeitete er als Schreiner, wobei er 1933 bei einem Arbeitsunfall die linke Hand verlor. Im Alter von 18 Jahren trat er der Parti du peuple algérien (PPA) bei und begann 1934 ein Studium an der Universität Ez-Zitouna in Tunis, wo er gemeinsam mit Brahim Mezhoudi eine Abteilung der PPA gründete und zu einer algerischen Studentenbewegung aufrief. El Mekkis Studium in Tunesien dauerte bis 1939 an.
Nachdem sein Bruder Si M’hamed, ebenfalls in der Partei aktiv, und deren Führer Messali Hadj am 4. Oktober 1939 infolge des Verbots der PPA von den französischen Behörden inhaftiert wurden, kam auch Chadli Mekki im April 1940 in Gewahrsam. Er wurde anschließend in das Konzentrationslager Djenane Bourezgue südlich von Oran überstellt, wo er eine dreijährige Haftstrafe verbüßte.
Nach seiner Freilassung gehörte er ab 1944 zur Direktion der PPA in der Provinz Constantine und war Präsident der von Ferhat Abbas initiierten nationalistischen Bewegung Amis du manifeste et de la liberté (AML) in selbiger Region.
Im April 1945 war El Mekki gemeinsam mit Hocine Asselah und Chawki Mostefai an der Konzeption der bis heute gebrauchten algerischen Nationalflagge beteiligt.
Infolge der Ereignisse im Mai 1945 in Algerien tauchte er in Annaba unter, während er von der französischen Justiz in Abwesenheit zum Tode verurteilt wurde. El Mekki nahm daraufhin Kontakt mit Vertretern der Destur-Partei in Tunis auf und flüchtete nach Kairo, wo er am 20. Oktober 1945 eintraf.
In Ägypten eröffnete Chadli El Mekki Ende 1945 eine Vertretung der PPA. Dort gehörte er auch zu den Teilnehmern des Kongresses des arabischen Maghrebs, welcher vom 15. bis 22. Februar 1947 zusammenkam und bei welchem das Büro des arabischen Maghrebs in Kairo eröffnet wurde. Vorsitzender dieses Zusammenschlusses, welcher nordafrikanische Politiker und Aktivisten vereinigen sollte, wurde Emir Abd al-Karim. Neben El Mekki gehörten auch Habib Bourguiba (Neo-Destur-Partei), Mohieddine Klibi (Destur-Partei) und Allal al-Fassi (Istiqlal-Partei) zu den Vertretern in diesem Büro.
Auch dem im Dezember 1947 ins Leben gerufenen Befreiungskomitee des arabischen Maghrebs gehörte er gemeinsam mit dem Vertreter der Vereinigung algerischer muslimischer Rechtsgelehrter Bachir El Ibrahimi an, wobei er den MTLD, die legale Partei der PPA repräsentierte. Dies tat Chadli Mekki auch gegenüber der Arabischen Liga.
Im Februar 1951 nahm er am Islamischen Weltkongress in Karatschi teil und reiste im März desselben Jahres nach Indien, wo er in Neu-Delhi auf Premierminister Jawaharlal Nehru traf.
Im Laufe des Jahres 1952 wurde El Mekki in seiner Position als Vertreter des MTLD in Kairo durch Mohamed Khider und Hocine Aït Ahmed ersetzt. Daraufhin gründete er zusammen mit Ahmed Mezerna eigenmächtig eine ägyptische Zweigstelle des Mouvement national algérien (MNA), der Konkurrenzbewegung zur Nationalen Befreiungsfront (FLN), was ihn zunehmend in die Kritik rückte. Auch kollaborierte er zu dieser Zeit mit den Repräsentanten der Vereinigung algerischer muslimischer Rechtsgelehrter in Ägypten, Bachir El Ibrahimi und Fodhil El Ouartilani. Dabei setzte er sich vor allem für eine internationale Anerkennung der algerischen Unabhängigkeitsbestrebungen ein.
Nach dem Beginn des Algerienkrieges 1954 und der zunehmenden Vorreiterrolle der FLN wurde El Mekki nach und nach zur persona non grata. Dennoch war er als Delegierter für die Konferenz des von El Ibrahimi gegründeten Front de Libération d’Algérie (FLA) am 19. Januar 1955 in Kairo vorgesehen. Diese Versammlung sollte Vertreter aller politischen und militanten Strömungen in Algerien zusammenbringen. Als die Teilnahme El Mekkis durch die ägyptische Regierung Nassers und andere Konferenzteilnehmer abgelehnt wurde, scheiterte die Konferenz. Bei einem erneuten Zusammentreffen der FLA am 17. Februar 1955 wurde seine Präsenz schließlich toleriert.
El Mekki nahm an der Bandung-Konferenz im April 1955 teil und präsentierte dort einen Brief von Messali Hadj.
Bei seiner Rückkehr vom Haddsch wurde er im August 1955 (nach anderen Quellen: Juli 1955) in Kairo verhaftet. Der algerische Politiker Mohamed Mamchaoui sah in seiner Verhaftung einen politischen Schachzug des FLN, der ein Monopol auf die Repräsentierung algerischer Interessen beanspruchte und als Reaktion auf El Mekkis Teilnahme in Bandung die ägyptische Regierung mit dessen Inhaftierung beauftragte.
Im Februar 1961 kam El Mekki aus der Haft frei, blieb jedoch bis November 1962 in Ägypten unter Hausarrest.
Im Oktober 1963 darauf kehrte er nach Algerien zurück und war unter anderem Schuldirektor am Lycée Hassiba Ben Bouali in Kouba und an einer Mädchenschule in Algier, ab 1967 Vize-Direktor im algerischen Bildungsministerium sowie zwischen 1979 und 1982 im Ministerium für religiöse Angelegenheiten.
Chadli El Mekki verstarb am 2. September 1988 nach langer Krankheit.

## Ansichten
Chadli El Mekki wird von Amar Ouzegane als großartiger Redner, engagierter Nationalist und Aktivist für die islamische Religion charakterisiert. Ebenso bezeichnet er ihn als glühenden Anhänger Adolf Hitlers und überzeugten Antisemiten.